# Kościół św. Stanisława we Frydmanie
Kościół św. Stanisława we Frydmanie – rzymskokatolicki kościół pw. św. Stanisława, z przełomu XIII/XIV w., znajdujący się w miejscowości Frydman w powiecie nowotarskim.
Kościół w najstarszych partiach gotycki, w wiekach późniejszych przebudowany w duchu baroku, odmianie spisko–słowacko–czeskiej.
Uchodzi za najstarszy zabytek architektury sakralnej na Podtatrzu. Jest obiektem Szlaku Gotyckiego. 

## Historia
Kościół pochodzi z przełomu XIII/XIV wieku. W 1587 przejęty został przez luteran, w rękach których pozostawał do 1640. Kościół odnawiany był gruntownie w latach 1640–1642 i w 1683. W 1708 kościół został uszkodzony przez pożar, a jego gruntowną odbudowę przeprowadzono w 1750 (odbudowa dachów) i w latach 1751–1757 (odnowa wnętrza). W 1764 zbudowano kaplicę MB Karmelitańskiej. W 1783 pożar strawił dachy kościoła i wieżę. Kolejne prace remontowe były prowadzone w 1826, 1909 i 1936. W latach 1971–1978 odnowiono i wzmocniono mury kościoła i attykę wieży. 

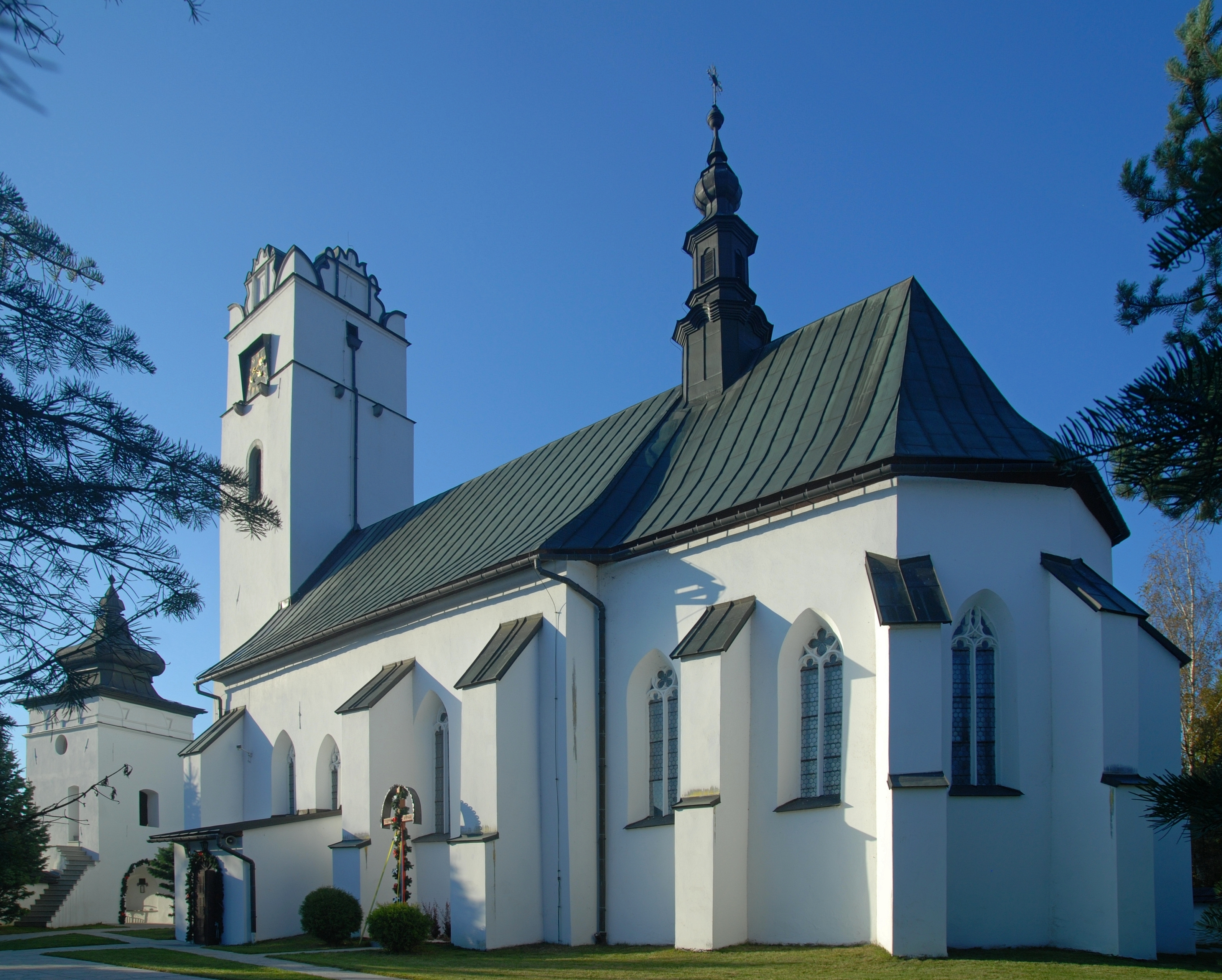
Widok od strony prezbiterium
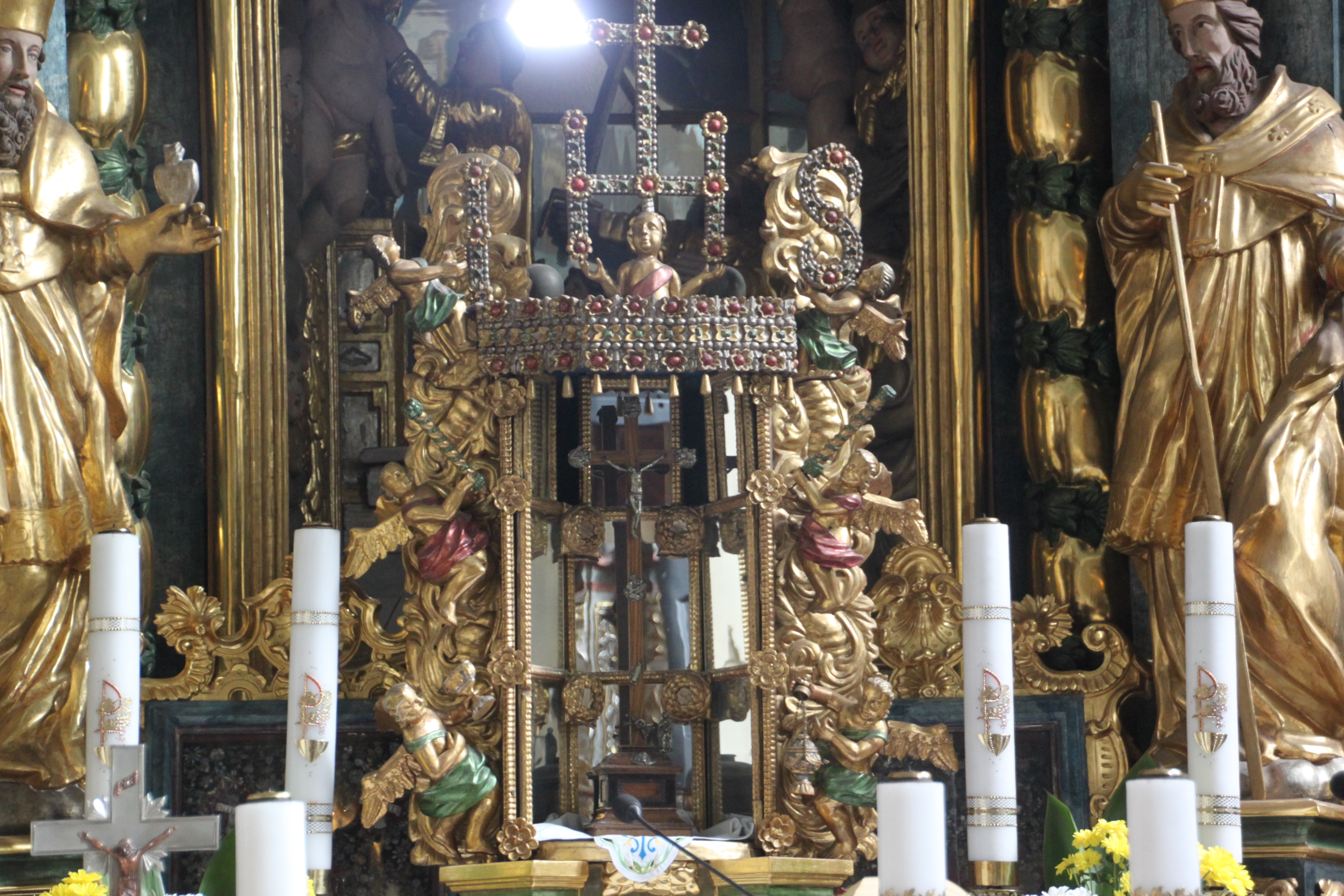
Wnętrze
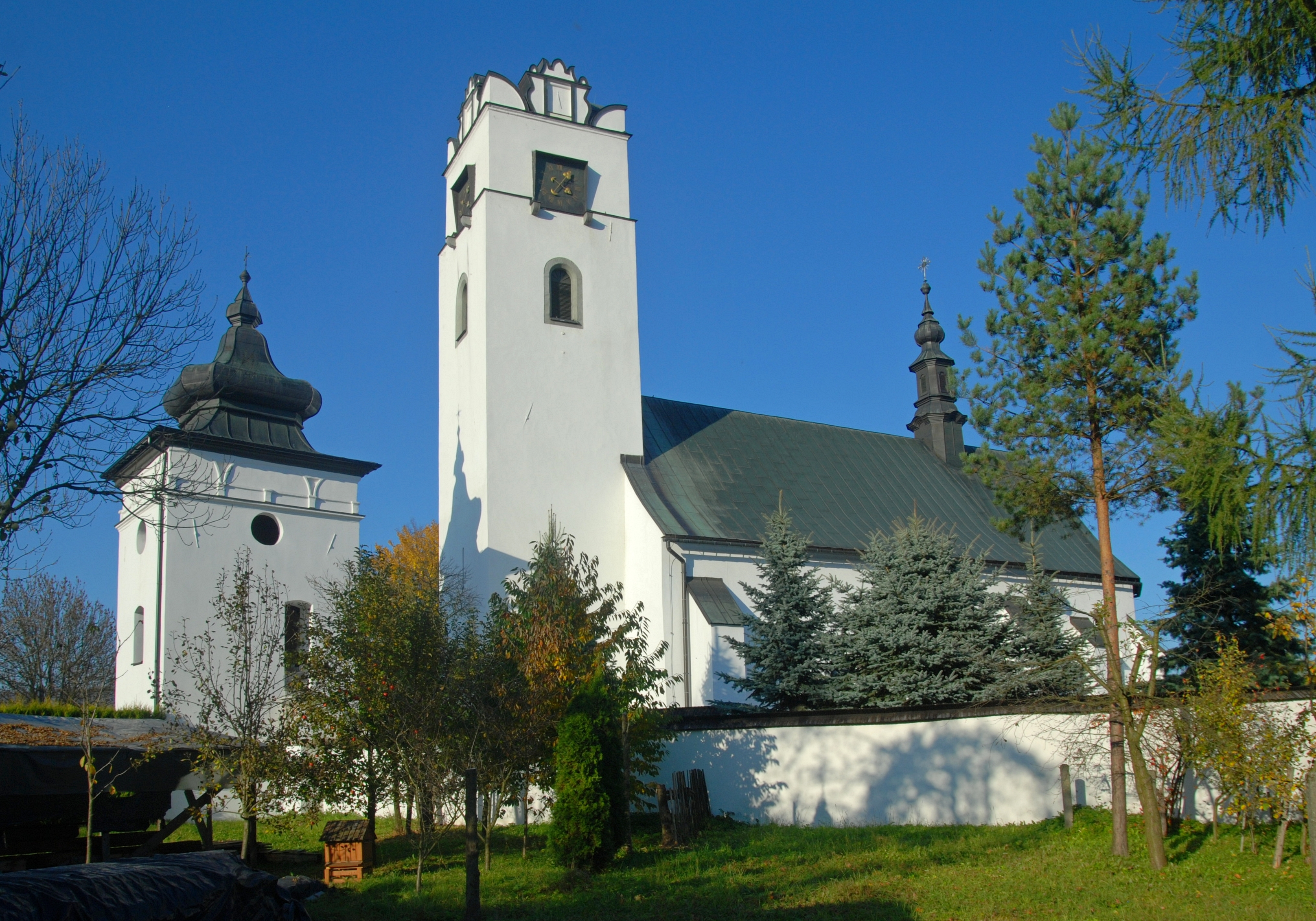
Elewacja południowa

## Architektura i wyposażenie
Wczesnogotycki zrąb świątyni zbudowany został z kamienia łamanego na niedalekiej Szubienicznej Górze. Murowany, jednonawowy, od zewnątrz opięty schodkowym i przyporami. Wielobocznie zamknięte prezbiterium jest gotyckie, trójprzęsłowa nawa ma późniejsze sklepianie kolebkowe z 1708 r. Do najstarszych elementów kościoła należą romańskie w kształcie okienko we wschodniej ścianie zakrystii oraz wczesnogotycka kamienna głowa na narożniku nawy nad nią. Od południa do nawy wiedzie wczesnogotycki portal. W oknach zachowały się gotyckie maswerki. Dobudowaną od zachodu wieżę wieńczy unikatowa polska attyka z końca XVIII w. Zdobi ją zegar z zabytkowym mechanizmem, pod nim widoczne są drewniane kroksztyny – pozostałość po spalonym w 1781 r. drewnianym ganeczku strażniczym (hurdycji). Od północy do nawy przylega ośmioboczna kaplica Matki Boskiej o centralnym założeniu. Dobudowano ją w 1764 r., a odremontowano w latach 1963–67. Wyposażenie wnętrza kościoła jest w większości późnobarokowe, pochodzi z lat 1751–69. W ołtarzu głównym, za zasłoną nowego obrazu, wyłożona lustrami wnęka z jasełkową sceną zabójstwa św. Stanisława. Rokokowy ołtarz w kaplicy Matki Boskiej ma dwa lica i jest dostępny ze wszystkich stron. Na drewnianym stropie scena koronacji Matki Boskiej.

## Otoczenie
W 1760 kościół otoczono murem z dwiema bramami wejściowymi i przechodnią dzwonnicą z największym dzwonem zwanym "Bratnim".
Legendy podają, że we frydmańskim kościele służył do mszy Jan III Sobieski wracający przez Zamagurze spod Wiednia.